# Адуев, Амир Адамович
Амир Адамович Адуев (11 мая 1999, станица Орджоникидзевская, Ингушетия) — российский и французский футболист, полузащитник клуба «Оне-ле-Шато».

## Биография
Родился в 1999 году в станице Орджоникидзевская (ныне город Сунжа, Ингушетия). У него есть старший брат Ислам, который занимался дзюдо. Адуев с детства жил во Франции, тренировался в командах «Авиньон Фут» и «Оне-ле-Шато». В 2012 году перешёл в «Монпелье». В 2017 году вместе с юношеской командой «Монпелье» стал обладателем Кубка Гамбарделла. В сезоне 2018/19 выступал в юношеской лиге УЕФА, где провёл 6 матчей и забил 3 гола. Забил победный гол на стадии стыковых матчей против «Бенфики» (2:1), а также отметился голом в матче 1/8 финала против «Челси», в котором «Монпелье» потерпел поражение со счётом 1:2. Вызывался в состав сборной Франции до 18 лет, но в официальных матчах не играл. В марте 2019 года Адуев впервые был вызван в молодёжную сборную России и принял участие в двух товарищеских матчах со Швецией и Норвегией. В мае того же года подписал свой первый профессиональный контракт с «Монпелье», однако за основной состав команды ни разу не сыграл и лишь несколько раз попал в заявку на матчи Лиги 1.
1 октября 2020 года перешёл в «Ахмат». Дебютировал за новый клуб 21 октября в матче группового раунда Кубка России против «Шинника», отыграв весь матч. 28 ноября сыграл свой первый матч в Премьер-лиге, выйдя на замену на 84-й минуте в матче 16-го тура с московским «Локомотивом» (0:0).